# Деуково
Деуково (тат. Дәвек) — село в Мензелинском районе республики Татарстан (Россия). Входит в Подгорно-Байларское сельское поселение.

## География
Расположена в 3 км от Нижнекамского водохранилища, в 14 км к западу от города Мензелинска.

## История
В окрестностях села были выявлены археологические памятники: Деуковская стоянка (срубная и черкаскульская культуры), Деуковские селища I, II, III, IV (пьяноборская культура), Деуковские могильники I, II, III (черкаскульская и пьяноборская культуры).
Село известно с 1717 года.
В XVIII—XIX веках жители относились к сословиям башкир-вотчинников и тептярей. Основные занятия жителей в этот период — земледелие и скотоводство, были распространены пчеловодство, плетение лаптей, подёнщина на камских пристанях.
Жители села приняли активное участие в Крестьянской войне 1773—1775 годов, здесь располагался отряд пугачевцев.
По сведениям 1833 года, в селе действовала мечеть. 
В «Списке населенных мест по сведениям 1870 года», изданном в 1877 году, населённый пункт упомянут как деревня Деукова 5-го стана Мензелинского уезда Уфимской губернии. Располагалась при речке Аурляке, по правую сторону почтового тракта из Мензелинска в Елабугу, в 12 верстах от уездного города Мензелинска и в 4 верстах от становой квартиры в деревне Кузекеева (Кускеева). В деревне, в 126 дворах жили 811 человек (411 мужчин и 400 женщин, башкиры, тептяри), были мечеть, училище. Жители занимались земледелием, скотоводством, пчеловодством, плетением лаптей.
В начале XX века действовали 2 мечети, 2 мектеба, водяная мельница. В этот период земельный надел сельской общины составлял 3069 десятин.
До 1920 года село входило в Кузкеевскую волость Мензелинского уезда Уфимской губернии. С 1920 года в составе Мензелинского кантона ТАССР. С 10 августа 1930 года в Мензелинском районе.
В 1929 году в селе был организован первый колхоз. С 2006 года село в составе общества с ограниченной ответственностью «Вамин-Минзаля», с 2015 года — общества с ограниченной ответственностью «Органик Групп».

## Население
| 1795 | 1859 | 1870 | 1897 | 1906 | 1913 | 1920 | 1926 | 1938 | 1949 | 1958 | 1970 | 1979 | 1989 | 2002 | 2010 | 2017 |
| ---- | ---- | ---- | ---- | ---- | ---- | ---- | ---- | ---- | ---- | ---- | ---- | ---- | ---- | ---- | ---- | ---- |
| 186  | 718  | 811  | 1310 | 1543 | 1696 | 1701 | 1419 | 1157 | 919  | 870  | 936  | 717  | 445  | 447  | 337  | 385  |

Национальный состав села — татары.

## Экономика
Жители работают преимущественно в крестьянских фермерских хозяйствах, в обществе с ограниченной ответственностью «Органик Групп», занимаются полеводством, молочным скотоводством.

## Инфраструктура
В селе действуют начальная школа (с 1954 г. как средняя), клуб, фельдшерско-акушерский пункт (с 1949 г.).

## Религия
Мечеть (с 1996 г.).